# Anticorrosivo
Un material anticorrosivo es un material que sirve para proteger una superficie, típicamente de un metal o una aleación, que entra en contacto con el fluido, de un proceso de degradación llamado corrosión. La corrosión es un proceso electroquímico complejo y difícil de controlar ya que durante la reacción se forman nuevos compuestos en las materias y es irreparable.
La eficacia de un anticorrosivo depende de la composición del fluido, la cantidad de agua y el régimen de flujo. Los inhibidores de la corrosión son comunes en la industria, y también se encuentran en productos de venta libre, típicamente en forma de spray en combinación con un lubricante y a veces un aceite penetrante. Pueden ser añadidos al agua para prevenir la lixiviación del plomo o el cobre de las tuberías.
Un mecanismo común para inhibir la corrosión implica la formación de un revestimiento, a menudo una capa pasivada, que impide el acceso de la sustancia corrosiva al metal. Sin embargo, los tratamientos permanentes como el cromado no se consideran generalmente inhibidores: los inhibidores de la corrosión son aditivos de los fluidos que rodean el metal o el objeto relacionado. 

## Tipos

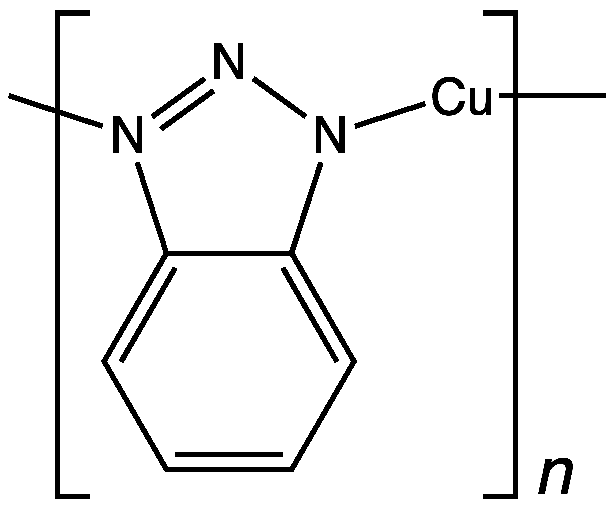
El benzotriazole inhibe la corrosión del cobre al formar una capa inerte de este polímero en la superficie del metal

La naturaleza del inhibidor de la corrosión depende de: i) el material que se protege, que son comúnmente objetos metálicos, y ii) el agente o agentes corrosivos que se van a neutralizar. Los agentes corrosivos son generalmente el oxígeno, el sulfuro de hidrógeno y el dióxido de carbono. El oxígeno se elimina generalmente mediante inhibidores reductores como las aminas y las hidracinas:
 {\displaystyle {\ce {O2 + N2H4 -> 2 H2O + N2}}}
En este ejemplo, la hidracina convierte el oxígeno, un agente corrosivo común, en agua, que es generalmente benigna. Los inhibidores de la corrosión por oxígeno relacionados son la hexamina, la fenilendiamina y la dimetiletanolamina, y sus derivados. A veces se utilizan antioxidantes como el sulfito y el ácido ascórbico. Algunos inhibidores de la corrosión forman una capa pasivante en la superficie por quimisorción. El benzotriazol es una de esas especies utilizadas para proteger el cobre. Para la lubricación, los ditiofosfatos de zinc son comunes - depositan sulfuro en las superficies.
La idoneidad de cualquier producto químico para una tarea determinada depende de muchos factores, incluida su temperatura de funcionamiento. 